# Установка підготовки газу Умбарака-Південь
Установка підготовки газу Умбарака-Південь – елемент нафтогазової інфраструктури єгипетської Західної пустелі, який обслуговує цілий ряд родовищ басейнів Шушан та Фагур.
В 1989 році на блоці Умбарака-Південь виявили родовища Сет і Хепрі, які окрім запасів нафти мали газоконденсатні поклади. Розпочати розробку останніх одразу не видавалось можливим через відсутність у регіоні відповідної інфраструктури (місцеві потреби цілком покривались самим лише попутним газом з сусідньої групи родовищ Хальда, від якої проклали невеликий газопровід до Мерса-Матруха). Втім, наступне відкриття у регіоні великого газоконденсатного родовища Обайєд уможливило спорудження масштабного Північного газопроводу, а отже і залучення до видобутку запасів маргінальних родовищ. Як наслідок, в 1999-му ввели в дію установку Умбарака-Південь, яка мала провадити первісну підготовку (зокрема, вилучення конденсату) продукції родовищ Сет та Хепрі. 
Установка має проектну пропускну здатність на рівні 0,93 млн м3 газу та 2 тисяч барелів конденсату на добу. Газ, отриманий з установки, спрямовують через трубопровід довжиною 60 км  та діаметром 300 мм до установки підготовки газу Салам, яка вже підключена до Північного газопроводу.
В подальшому на установку Умбарака-Південь подали додатковий ресурс, який надходить через трубопроводи:
- діаметром 200 мм від розташованого неподалік родовища Апрій;
- довжиною 33 км та діаметром 200 мм від комплексу підготовки родовища Калабша (розташоване вже у басейні Фагур);
- довжиною 55 км та діаметром 200 мм від сепаратору родовища Західна Калабша I (на своєму шляху підбирає ресурс із сепаратору родовища Західна Калабша А);
- діаметром 200 мм від родовища Фагур до родовища Калабша (нафтопровід між цими пунктами має довжину 28 км).